# Paretroplus dambabe
Paretroplus dambabe är en fiskart som beskrevs av Sparks 2002. Paretroplus dambabe ingår i släktet Paretroplus och familjen Cichlidae. IUCN kategoriserar arten globalt som starkt hotad. Inga underarter finns listade i Catalogue of Life.